# シュトゥルクリ (スロヴェニア料理)

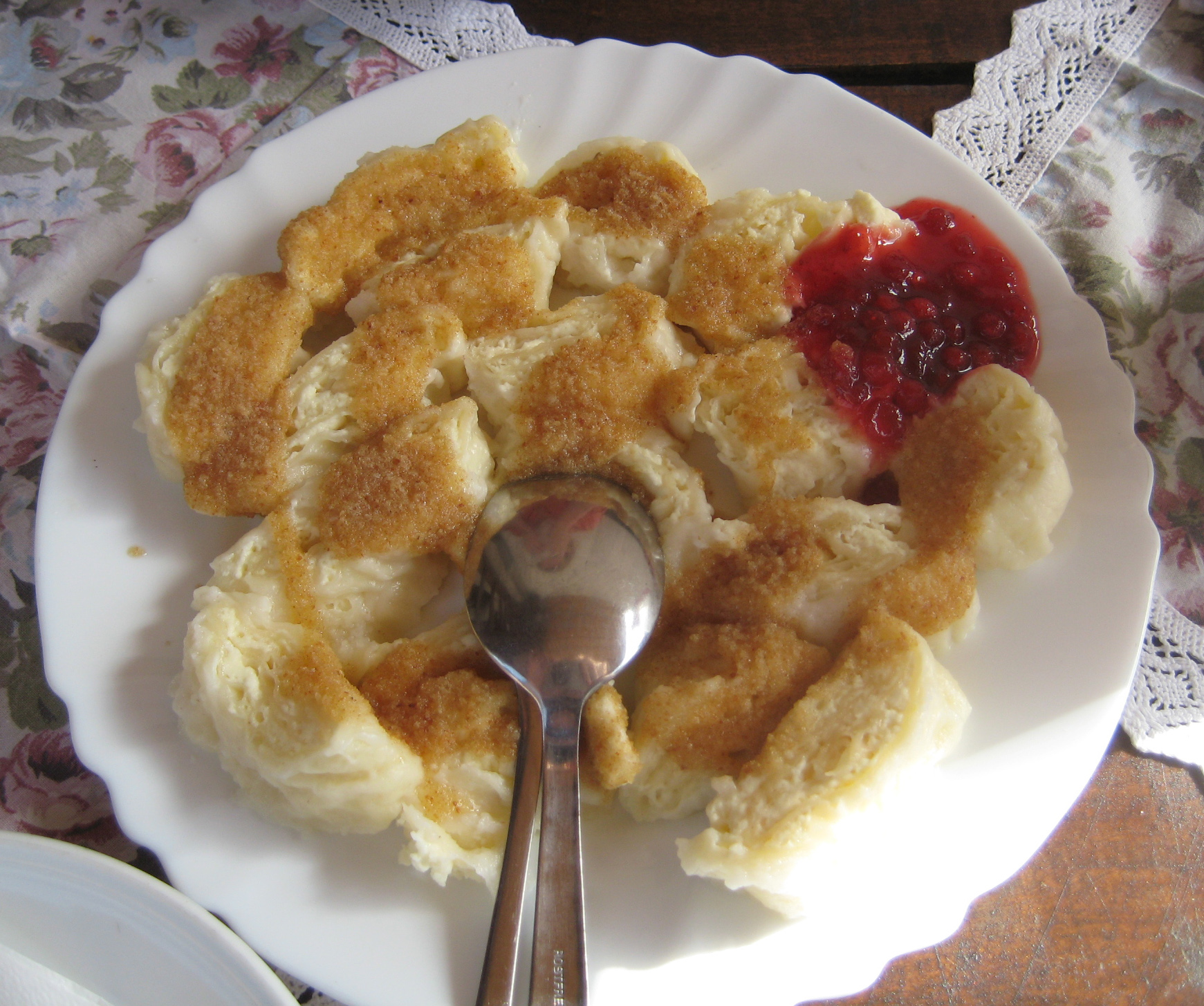
シュトゥルクリの一例

シュトゥルクリ（スロベニア語:Štruklji）は、スロヴェニア料理の伝統的な料理であり、パン生地と多彩なフィリングからなる。この料理は、ロール状で揚げたり焼いたりして、幅広い種類のフィリングで、挟まれる物である。シュトゥルクリは伝統的に特別な行事で振る舞われてきたが、今日ではスロベニア全土において、毎日の食卓で最もよく食べられる家庭料理の1つとなっている。

## 歴史
シュトゥルクリの調理が最初に記録されたのは1589年と言われ、グラーツの荘園にいたある料理人が、タラゴンを挟んだシュトゥルクリの料理についてのレシピを書き下ろした。17世紀になると、都市近郊に住む中産階級の祝祭料理になり、19世紀に入って田舎の家庭料理として広まっていった。日常の料理に組み込まれたのは20世紀になってからである。

## 材料と料理法
最もよく使われる材料は、ペイストリーと小麦粉（大部分は小麦とソバ粉からなる）であり、卵，食用油，ぬるま湯，塩を混ぜて作られる。混ぜた後、パン生地を薄い層に延ばす。フィリングは、甘くて香りの良い物が好まれる。最もよく使われる物に、リンゴ,クルミ,ケシ粒,カッテージチーズ,タラゴンがある。選んだフィリングは、パン生地の表面に拡げられ、パン生地はロール状に巻かれる。
代わりに、材料の中にカッテージチーズを混ぜて、パン生地とした物でシュトゥルクリを作る事もある。
シュトゥルクリは蒸したり、熱湯の中でゆでたり揚げたり焼いたりされる。シュトゥルクリは肉とグレイビーソースか、パン粉のソースと共に出される事が多い。